# 막스 트라프
헤르만 에밀 알프레트 막스 트라프(독일어: Hermann Emil Alfred Max Trapp, 1887년 11월 1일~1971년 5월 31일)는 독일의 작곡가, 음악 교사이다.

## 생애
1930년대에는 베를린 문화계의 중진의 한 사람이며, 그 중에서도 나치스가 위엄을 보인 장면에 초빙되어 정기적으로 연주회의 프로그램이나 콩쿠르에 기여하였다.
베를린 출신. 베를린 고등 음악학교(현재의 베를린 예술대학교)에 다녀, 파울 유온(Paul Juon)과 도흐나니 에르뇌(Dohnányi Ernő)에게 사사했다. 학업을 끝마치고 나서는, 일정한 직업이 없는 상태에서 피아니스트로서 순회 공연을 했다. 그러나 1920년에는 베를린 음악원의 강사의 지위를 얻고, 1926년에는 교수로 승진하였다. 가장 유명한 제자로, 요제프 탈(Josef Tal), 모로이 사부로(諸井三郎), 귄터 라파엘(Günter Raphael)이 있다.
1926년부터 1930년까지 도르트문트 음악원에 출강해 작곡 마스터 클래스를 주재한다. 1936년에는, "창작자들에게의 호소(Appell an die Schaffenden)"를 통해 국가 사회주의 운동에 참가한다. 1934년에 베를린 음악원을 사직해, 베를린 예술 아카데미(현재 베를린 예술대학교) 작곡과 마스터 클래스를 주재했다. 여기서 1936년부터 1939년까지 소피-카르멘 엑크하르트-그라마테를 지도한다. 1940년에 국가 작곡상을 수상하였다. 제2차 세계대전 최종 단계에서 1944년 8월에 히틀러의 추천으로 중요 작곡가들이 포함된 신의 아들 명단에 올라가 전쟁 배치에서 그를 구해주었다. 1950년부터 1953년까지 베를린 시립음악원의 교원을 맡는다.83세에 베를린에서 영면하였다.